# Pierre-Jean-Baptiste-Ernest de Buchère de Lépinois
Pierre-Jean-Baptiste-Ernest de Buchère de Lépinois, chevalier (* 4. Januar 1779 in Versailles; † 9. September 1848 in Provins) war ein französischer Maler.
Er entstammte einer ursprünglich aus Bern stammenden Adelsfamilie. 1826 wurde er zum Ritter der Ehrenlegion geschlagen.
Er war ein Schüler von Valenciennes und malte vor allem Landschaftsbilder. 1833 (Paysage, fin d’orage) und 1834 (Soleil couchant sowie Intérieur de l’èglise souterraine de la Porte Saint-Jean, à Provins) stellte er Bilder im Pariser Salon aus.
Der jüngere seiner beiden Söhne war der Historiker Eugène-Louis-Ernest de Buchère de Lépinois (1814–1873).

## Widersprüchliche Angaben
Bürgermeister von Provins war von 1822 bis 1828 Pierre Buchère de Lépinois.
- Zur Zeit der Restauration war Pierre-Jean-Baptiste-Ernest de Buchère de Lépinois Bürgermeister der Gemeinde Provins.[2]
- Ernest Pierre Alexandre de Buchère de Lépinois, geboren 1779 in Versailles, gestorben 1848 in Provins, war ein ehemaliger Bürgermeister dieser Gemeinde sowie Mitglied der Landwirtschaftlichen Gesellschaft.[3][4]

Der Chevallier Ernest Buchère de Lépinois war 1834 an dem Werk Souvenirs de Coucy beteiligt zu dem auch Anna Lépinois (1804–1898) und Jean Baptiste Alexandre Ernest de Buchère de Lépinois (1798–1871) beitrugen.